# ボーイング・カスタマーコード一覧
本項では、航空機メーカーボーイングのカスタマーコードの一覧を掲載する。ボーイング727型機以降の旅客機（および貨物機）においては、顧客を区別するために「カスタマーコード」と呼ばれる符丁を型式名に付している。これはボーイングに初めて発注した際に割り当てられる。カスタマーコードは数字と英文字で2文字の組み合わせとなるが、英文字のうち「I」（アイ）と「O」（オー）は使用されない。
このカスタマーコードは、顧客が発注した機材に正式な型式名として組み込まれる。例えば、カスタマーコード「46」の日本航空がボーイング747-200型機を発注した場合、正式な型式名は「ボーイング747-246」となる。これは、航空機が他社へ譲渡されても変わることはない。また、各国政府機関、軍隊などにも同様に割り当てられており、航空自衛隊の場合は「FK」である。個々の航空会社のカスタマーコードについては各航空会社の記事を参照されたい。ボーイング自身が発注した自社保有機の場合、カスタマーコードは「20」である。なお、このコードはボーイング787・737 MAX・747-8では使用されておらず、現在製造中の旅客機でカスタマーコードが用いられているのは実質777-200LR・777-300ER・777-Fのみとなっている。

## カスタマーコード一覧
- 01 - ピードモント航空
- 02 - Northern Consolidated（英語版）→ウィーン・エア・アラスカ（英語版）
- 03 - カリブエア（英語版）
- 04 - ブリタニア航空（英語版）→TUIエアウェイズ
- 05 - ブランテーズSAFE（英語版）
- 06 - KLMオランダ航空
- 07 - ドイツ空軍 （ドイツ連邦軍）
- 08 - アイスランド航空
- 09 - チャイナエアライン
- 10 - ウィーン・エア・アラスカ（英語版）
- 11 - ワードエア（英語版）
- 12 - マレーシア・シンガポール航空（英語版）→シンガポール航空
- 13 - アリアナ・アフガン航空
- 14 - パシフィック・サウスウエスト航空
- 15 - レイク・セントラル航空（英語版）
- 16 - LATAM チリ
- 17 - カナディアン航空
- 18 - 英国欧州航空
- 19 - ニュージーランド ナショナル エアウェイズ公社→ニュージーランド航空
- 20 - ボーイング（自社保有機）
- 21 - パンアメリカン航空
- 22 - ユナイテッド航空
- 23 - アメリカン航空
- 24 - コンチネンタル航空→ユナイテッド航空
- 25 - イースタン航空
- 26 - アメリカ空軍→軍航空輸送部（英語版）
- 27 - ブラニフ航空
- 28 - エールフランス
- 29 - サベナ・ベルギー航空→SNブリュッセル航空→ブリュッセル航空
- 30 - ルフトハンザドイツ航空・コンドル航空
- 31 - トランス・ワールド航空
- 32 - デルタ航空
- 33 - エア・カナダ
- 34 - トランスエア・スウェーデン
- 35 - ナショナル航空
- 36 - 英国海外航空→ブリティッシュ・エアウェイズ
- 37 - エア・インディア
- 38 - カンタス航空
- 39 - クバーナ航空
- 40 - パキスタン国際航空
- 41 - ヴァリグ・ブラジル航空
- 42 - ノルドエア（英語版）
- 43 - アリタリア-イタリア航空
- 44 - 南アフリカ航空
- 45 - シーボード・ワールド航空（英語版）
- 46 - 日本航空
- 47 - ウェスタン航空
- 48 - エアリンガス
- 49 - フライング・タイガー・ライン
- 50 - トレック・エアウェイズ（英語版）
- 51 - ノースウエスト航空
- 52 - アエロメヒコ航空
- 53 - アメリカ空軍
- 54 - モホーク航空（英語版）
- 55 - Executive Jet Aviation（Executive Jet Management）
- 56 - イベリア航空
- 57 - スイス航空
- 58 - エル・アル航空
- 59 - アビアンカ航空
- 60 - エチオピア航空
- 61 - 連邦航空局
- 62 - Pacific Northern Airlines→パシフィック航空
- 63 - ガーナ航空（不使用）・フォーセット航空（英語版）
- 64 - メキシカーナ航空
- 65 - ブリティッシュ・イーグル（英語版）
- 66 - アラブ連合航空（ユナイテッド・アラブ航空）→エジプト航空
- 67 - キャセイパシフィック航空
- 68 - サウジアラビア航空→サウディア
- 69 - クウェート航空
- 70 - イラク航空
- 71 - トランス・インターナショナル・エアラインズ（英語版）（TRANSAMERICA）
- 72 - リドル航空（英語版）
- 73 - ワールド・エアウェイズ
- 74 - イラク航空（不使用）・リビア航空（不使用）
- 75 - パシフィックウエスタン航空（英語版）→カナディアン航空
- 76 - トランス・オーストラリア・エアラインズ（英語版）→オーストラリア航
- 77 - アンセット・オーストラリア航空
- 78 - 西インド諸島航空（英語版）
- 79 - サターン・エアウェイズ（英語版）
- 80 - バンカース・トラスト（英語版）
- 81 - Aeropostal Alas de Venezuela（英語版）（不使用）・全日本空輸
- 82 - TAPポルトガル航空
- 83 - スカンジナビア航空
- 84 - オリンピック航空
- 85 - アメリカン・フライヤーズ航空
- 86 - イラン航空
- 87 - アルゼンチン航空
- 88 - ミドルイースト航空 / Aerotechnik Deutsche Charter
- 89 - 日本国内航空→東亜国内航空→日本エアシステム
- 90 - アラスカ航空
- 91 - フロンティア航空 第1世代（英語版）
- 92 - サザン・エア・トランスポート（英語版）
- 93 - パシフィック航空（英語版）・エア・カリフォルニア（英語版）
- 94 - シリア・アラブ航空
- 95 - ノースイースト・エアラインズ（英語版）
- 96 - ケベックエア（英語版）
- 97 - アロハ航空
- 98 - キャピタル・エアラインズ（英語版）（不使用）・エア・ザイール（英語版）
- 99 - アヴェンサ（英語版）（不使用）・カレドニアン航空（英語版）→ブリティッシュ・カレドニアン航空
- 0B - 中国貨運航空
- 1A - マーティンエアー
- 1B - 中国南方航空
- 1C - ルーマニア政府
- 1H - エミレーツ航空
- 1K - エアツアーズ国際航空
- 1L - 中国新疆航空
- 1M - オマーン・エア
- 1Q - トンボ・アビエーション
- 1R - ヴァージン・アトランティック航空
- 1S - DBA
- 1U - 非公開のBBJ顧客
- 2A - ハワイアン航空
- 2C - UKレジャー航空
- 2J - アラブ・リーシング
- 2K - トルクメニスタン航空・アハルテケ
- 2L - アゼルバイジャン航空
- 2P - アラブ首長国連邦政府
- 2Q - ウクライナ国際航空
- 2R - ペガサス航空
- 2T - トラシンダ （BBJ顧客）
- 2U - JABJ / Picton II Ltd. （BBJ Customer）
- 2W - TAM航空
- 3A - Ansett Worldwide （AWWAS） / Nordstress Ltd.
- 3B - エア・モーリシャス
- 3C - Euralair International
- 3N - ATA航空
- 3P - ウズベキスタン航空
- 3Q - 自社保有（BBJ発注分）
- 3R - Western Pacific Airlines
- 3S - Pembroke Capital
- 3T - Real Estate Exchange Inc. （BBJ Customer）
- 3U - Chartwell Aircraft Company （BBJ Customer）
- 3V - イージージェット
- 4A - ユナイテッド・パーセル・サービス
- 4K - エアーニッポン
- 4N - 中国聯合航空
- 4P - 海南航空
- 4Q - Mid East Jet
- 4S - GB Airways
- 4T - GEキャピタル・アビエーション・サービス（BBJ顧客として）
- 4U - Air Shamrock （BBJ顧客として）
- 4V - Superior International Aviation Services （BBJ Customer）
- 5A - Presidential Airways
- 5B - ゲルマニア
- 5C - 厦門航空
- 5D - LOTポーランド航空
- 5E - エバー航空
- 5F - GATX Capital Corp
- 5G - MGM Mirage
- 5H - 伊藤忠エアリース
- 5N - 山東航空
- 5P - エア・ヨーロッパ
- 5R - ジェットエアウェイズ
- 5S - チェコ航空
- 5T - First Union Commercial Corp. （BBJ顧客として）
- 5U - Dobro Ltd. （BBJ Customer）
- 5V - ゼネラル・エレクトリック（BBJ顧客として）
- 6B - Cal Air / Novair International Airways
- 6D - 上海航空
- 6E - VIVA Air
- 6J - エア・ベルリン
- 6K - ベトナム航空
- 6M - ヴァージン・エキスプレス
- 6N - GEキャピタル・アビエーション・サービス （GECAS）
- 6Q - Boullion Aircraft Holding
- 6R - 武漢航空
- 7A - 遠東航空
- 7B - エア・ホラント
- 7C - 日本国政府→航空自衛隊装備品のうち、政府専用機並びE-767[注釈 1]
- 7D - セイシェル航空
- 7E - Aeromaritime International
- 7G - マレーブ・ハンガリー航空
- 7K - 中原航空
- 7L - 深圳航空
- 7Q - Novel Leasing Company
- 7U - アトラス航空
- 8A - Air 2000 Limited
- 8B - Istanbul Airlines
- 8E - アシアナ航空
- 8J - タロム航空
- 8N - チリ空軍
- 8S - 中国新疆航空
- 9A - ARAVCO
- 9B - ブルネイ政府
- 9D - Linjeflyg
- 9H - Leisure International
- 9J - Shorouk Air
- 9K - 深圳航空
- 9L - 中国国際航空
- 9M - エア・オーストラル
- 9N - Mid East Jet
- 9P - 中国東方航空
- 9R - Pro Air
- 9T - Usal Ltd. （BBJ Customer）
- 9U - Wilmot Trust company （BBJ Customer）
- A0 - LAB航空
- A1 - VASP
- A2 - Modern Air
- A3 - Pluna
- A4 - Air California
- A6 - Essex International / LTV Capital
- A7 - Trans Caribbean
- A8 - インディアン航空
- A9 - Transair Canada
- B1 - DETA Mozambique / LAM
- B2 - マダガスカル航空
- B3 - UTAフランス航空
- B4 - ミドルイースト航空
- B5 - 大韓航空
- B6 - ロイヤル・エア・モロッコ
- B7 - アレゲニー航空→USエアウェイズ
- B8 - オーストリア航空
- C0 - GATX / Boothe
- C3 - クルゼイロ航空
- C9 - ルクスエア
- D1 - Universal Airlines
- D3 - ロイヤル・ヨルダン航空
- D4 - Ozark Airlines
- D6 - アルジェリア航空
- D7 - タイ国際航空
- E0 - Dubai Air Wing （BBJ顧客として）
- E1 - Eastern Provincial
- E3 - LADECO
- E7 - アルキア・イスラエル航空
- F1 - Air New Zealand （不使用）
- F2 - トルコ航空
- F5 - ポルトガル政府・ポルトガル空軍
- F6 - フィリピン航空
- F8 - ネパール航空
- F9 - ナイジェリア航空
- G1 - Government of Saudi Arabia
- G4 - アメリカ空軍
- G5 - L.T.S / L.T.U.
- G7 - アメリカウエスト航空
- H2 - I.T.T
- H3 - チュニスエア
- H4 - サウスウエスト航空
- H5 - Mey Air
- H6 - マレーシア航空
- H7 - カメルーン航空
- H9 - JAT航空
- J0 - エア・ジャマイカ
- J1 - Dominicana
- J4 - Sterling Airways
- J6 - 中国民用航空局 →中国国際航空
- J7 - National Aircraft Leasing
- J8 - スーダン航空
- J9 - イラン空軍
- K1 - タロム航空 / ルーマニア政府
- K2 - Transavia / KLM
- K3 - Aviogenex
- K5 - ハパックロイド→TUI航空
- K6 - SAHSA
- K9 - Bavaria Flug
- L4 - American Capital Aviation
- L5 - リビア・アラブ航空
- L6 - Aviation Services & Support
- L7 - ナウル航空
- L8 - ユーゴスラビア政府
- L9 - Maersk Air
- M0 - アエロフロート・ロシア航空
- M1 - Pelita Air Service
- M2 - TAAGアンゴラ航空
- M6 - ロイヤルブルネイ航空
- M7 - ヒューズ・エア・ウエスト
- M8 - Trans European Airways
- M9 - ザンビア航空
- N0 - エア・ジンバブエ
- N1 - ベネズエラ政府
- N3 - ブラジル政府
- N6 - ナイジェリア政府
- N7 - エジプト政府
- N8 - イエメン航空
- N9 - ニジェール政府
- P1 - カタール政府
- P3 - タラール・ビン・アブドゥラジズ・アル・サウード個人 （BBJ顧客として）
- P5 - タイ国際航空
- P6 - ガルフ・エア
- P8 - Bahrain Amiri Flight
- Q2 - ガボン航空
- Q3 - 南西航空→日本トランスオーシャン航空
- Q4 - トランス・ブラジル航空
- Q5 - Government of Liberia / Air Liberia
- Q6 - LACSA
- Q8 - I.L.F.C.
- Q9 - Itel Corp.
- R1 - カメルーン政府
- R4 - Alyemda
- R6 - エール・ギネ
- R7 - カーゴルックス航空
- R8 - Air Tanzania
- S1 - TACA航空
- S2 - フェデックス・エクスプレス（フェデックス）
- S3 - Air Europe / Sunrock Capital Corp.?
- S4 - エール・アフリック
- S5 - Eldorado Aviation
- S7 - North Central Airlines / Republic Airlines
- S9 - Maritime Investment
- T0 - Texas Air Corp / Continental Airlines
- T2 - Dome Petroleum
- T3 - Evergreen
- T4 - エア・フロリダ
- T5 - Orion Airways
- T7 - モナーク航空
- T8 - Polaris Leasing
- T9 - ボーイング（自社所有）
- U3 - ガルーダ・インドネシア航空
- U4 - OSL Villa Holidays
- U5 - ヨルダン政府
- U8 - ケニア航空
- U9 - Polynesian Airlines
- V2 - TAME航空
- V3 - コパ航空
- V5 - バハマスエア
- V6 - Petrolair Systems SA
- V8 - Air Executive / Busy Bee
- W0 - 中国雲南航空
- W2 - Aerotour
- W6 - モロッコ政府
- W8 - NOGA Import
- X2 - エア・パシフィック
- X3 - Air Charter International
- X4 - Supair
- X6 - Markair
- X8 - Wistair Corp
- X9 - インドネシア空軍
- Y0 - G.P.A Group
- Y4 - ラフィーク・ハリーリー （個人）
- Y5 - マルタ航空
- Y9 - エア・マラウイ
- Z0 - 中国西南航空
- Z5 - United Arab Emirates Royal Flight
- Z6 - タイ空軍
- Z8 - 大韓民国空軍
- Z9 - ラウダ航空
- AB - AB Airlines
- AD - Eastwind Airlines
- AF - アメリカ海軍 / 海兵隊
- AH - General Electric Capital Corp. （BBJ Customer）
- AJ - （非公開のBBJ顧客）
- AK - Privitair （BBJ Customer）
- AL - Singapore Aircraft Leasing Enterprise （SALE）→en:BOC Aviation
- AN - Saudi OGER （BBJ Customer）
- AR - 中華民国空軍
- AS - ライアンエアー
- AU - Aircraft Guaranty Title Corp AV Newsflight II Inc. （BBJ Customer）
- AW - A.S. Bugsham & Bros. （BBJ Customer）
- AX - ARAMCO
- BC - Boeing NetJets （BBJ Customer）
- BD - エアトラン航空→サウスウエスト航空
- BF - Funair Corp. （BBJ Customer）
- BG - Flightlease AG
- BH - （非公開のBBJ顧客）
- BJ - アトラス・エア （BBJ Customer）
- BK - CIT Leasing Corp.
- BL - ミッドウエスト航空
- BQ - GECAS
- BS - North American Airlines
- BX - Midway Airlines
- CB - ハワイアン航空
- CG - GKW Aviation LLC （BBJ Customer）
- CJ - BBJ One Inc. （BBJ Customer）
- CM - Aerolineas de Baleares Aebal
- CN - Matela Offshore Ltd. （BBJ Customer）
- CP - フォード・モーター （BBJ顧客として）
- CQ - JMC Airlines Limited
- CT - ウエストジェット航空
- CU - Tutor-Saliba corp. （BBJ Customer）
- CX - GATX - Flightlease
- DC - Miami Air International
- DF - オーストラリア空軍 （BBJ Customer）
- DM - アメリカ空軍 （BBJ Customer）
- DO - （非公開のBBJ顧客）
- DP - （非公開のBBJ顧客）
- DR - Multiflight （BBJ2 Customer）
- DT - オーストラリア空軍 （BBJ Customer）
- DV - Lowa Ltd. （BBJ2 Customer）
- DW - ボシュロム（BBJ顧客として）
- DX - カザフスタン航空
- DZ - カタール航空
- EA - アステカ航空
- EC - Dubai Air Wing （BBJ2 Customer）
- ED - （非公開のBBJ顧客）
- EE - エア・セネガル
- EF - （非公開のBBJ2顧客）
- EG - サムスン ・エアロスペース（BBJ Customer）
- EH - ゴル航空
- EI - （非公開のBBJ顧客）
- EJ - Grupo Omnilife S.A. de C.V. （BBJ Customer）
- EL - Swiflite Aircraft Corporation （BBJ Customer）
- EM - （非公開のBBJ顧客）
- EQ - （非公開のBBJ2顧客）
- ES - Royal Australian Air Force/Turkish Air Force （BBJ Customer）
- ET - （非公開のBBJ顧客）
- EV - Jade Cargo International
- EX - （非公開のBBJ2顧客）
- EY - イタリア空軍 （KC-767として割り当て）
- EZ - アメリカ空軍 （KC-767として割り当て。ただし、現在はKC-46として改称）
- FB - （非公開のBBJ顧客）
- FD - （非公開のBJ顧客）
- FE - ヴァージンブルー
- FG - Saudi Ministry Of Finance & Economy （BBJ Customer）
- FH - RBS Aviation Capital
- FK - 防衛省（航空自衛隊）（軍用機KC-767として割り当て）
- FS - 自社保有（ただし、統合防衛部門内E-10開発プログラムとして）
- FT - 中国国際貨運航空
- FV - 自社保有（ただし、統合防衛部門内P-8対潜哨戒機開発プログラムとして）
- FX - エティハド航空
- FY - CIT Group Equipment Financing
- FZ - Babcock & Brown Asset Management （leasing co.）
- GC - （非公開のBBJ顧客）
- GG - （非公開のBBJ2顧客）
- GJ - Spicejet Ltd.
- GK - Buraq Air Transport
- GL - スカイヨーロッパ
- GP - ライオン・エア
- GQ - Pegasus Aviation Finance
- GV - （非公開のBBJ顧客）
- HA - TNT Airways, S.A.
- HB - SonAir
- HC - SunExpress Airlines
- HD - Dennis Vanguard International
- HE - （非公開のBBJ顧客）
- HF - Luxury Ocean Ltd
- HG - Air India Express
- HI - Indian Air Force （BBJ Customer）
- HJ - （非公開のBBJ顧客）
- HQ - Loadair Cargo
- HX - Aviation Capital Group
- JB - （非公開のBBJ顧客）
- JP - Norwegian Air Shuttle
- JR - （非公開のBBJ顧客）
- KZ - 日本貨物航空
- SB - 日本国政府（政府専用機顧客として）[3]
- ZG - Vオーストラリア